# Francisco Javier de Cienfuegos y Jovellanos
Pour les articles homonymes, voir Cienfuegos (homonymie).
Francisco Javier de Cienfuegos y Jovellanos, né le 12 mars 1776 (ou 12 mars 1766 selon les sources) à Oviedo en Asturies, Espagne, et mort le 21 juin 1847 à Alicante, est un cardinal espagnol de l'Église catholique romaine.

## Biographie
Cienfuegos est professeur à l'université de Séville et recteur et vicaire général. Il est élu évêque de Cádiz en 1819 et promu à l'archidiocèse de Séville en 1823.
Le pape Léon XII le créé cardinal lors du consistoire du 13 mars 1826. Il ne participe pas au conclave de 1829, lors duquel Pie VIII est élu pape, ni au conclave de 1830-1831 (élection de Grégoire XVI) ou au conclave de 1846 (élection de Pie IX). Après la mort du roi Ferdinand VII et la rupture des relations diplomatiques avec le Saint-Siège en 1835, le cardinal Cienfuegos est banni à Alicante et ne retourne plus jamais à Séville.